# Nico Semsrott
Nico Semsrott (ur. 11 marca 1986 w Hamburgu) – niemiecki artysta kabaretowy, uczestnik slamów poetyckich i polityk, działacz satyrycznego ugrupowania Die PARTEI, poseł do Parlamentu Europejskiego IX kadencji.

## Życiorys
Uczył się w katolickiej szkole średniej. Współtworzył w niej uczniowską gazetę „Sophies Unterwelt”, której sprzedaż na terenie szkoły została zakazana przez dyrekcję. Jako nastolatek cierpiał na depresję. Zachęcony przez terapeutę zaczął występować w slamach poetyckich. Wykreował postać depresyjnego komika w charakterystycznej czarnej bluzie z kapturem. Zaczął zyskiwać pewną popularność, a także zdobywać nagrody dla artystów kabaretowych, m.in. Deutscher Kleinkunstpreis. Dołączył też do ekipy satyrycznego programu telewizyjnego heute-show w ZDF.
Był działaczem satyrycznego ugrupowania Die PARTEI, kandydował z jej ramienia do Bundestagu. W wyborach w 2019 uzyskał mandat eurodeputowanego IX kadencji. W 2021 zrezygnował z członkostwa w partii.